# Pocobletus coroniger
Pocobletus coroniger là một loài nhện trong họ Linyphiidae.
Loài này thuộc chi Pocobletus. Pocobletus coroniger được Eugène Simon miêu tả năm 1894.